# Murray Street
Murray Street är Sonic Youths tolfte musikalbum, utgivet 2002. Detta är bandets första album där Jim O'Rourke är officiell medlem i bandet.
Medlemmar av oljudsimprovisationsgruppen Borbetomagus medverkar på spåret "Radical Adults Lick Godhead Style". Den lilla blonda flickan på den högra delen av omslaget på skivan är Coco Hayley Gordon Moore, Thurston Moore och Kim Gordons gemensamma dotter.
På baksidan av skivan finns ett fotografi på en kontorsbyggnad på det västra hörnet av Murray Street och West Broadway nära Ground Zero på Manhattan. Adressen är 75 Park Place. Albumtiteln är tagen på grund av att Sonic Youths studio mellan 1996 och 2006, Echo Canyon, var belägen på just denna gata.

## Mottagande
Pitchfork Media placerade Murray Street på plats #108 på sin lista över de 200 bästa skivorna utgivna under 2000-talet.
Den brittiska musiktidningen The Wire klassade skivan som "årets musikalbum".

## Spårlista
Alla låtar är skrivna och komponerade av Sonic Youth. 
| Nr           | Titel                                                                      | Längd |
| ------------ | -------------------------------------------------------------------------- | ----- |
| 1.           | The Empty Page (text/sång Moore, bakgrundssång Ranaldo)                    | 4:20  |
| 2.           | Disconnection Notice (text/sång Moore)                                     | 6:24  |
| 3.           | Rain on Tin (text/sång Moore Spår 4 på vinylutgåvan)                       | 7:56  |
| 4.           | Karen Revisited (text/sång Ranaldo Spår 3 på vinylutgåvan)                 | 11:10 |
| 5.           | Radical Aadults Lick Godhead Style (text/sång Moore, bakgrundssång Gordon) | 4:27  |
| 6.           | Plastic Sun (text Moore, sång Gordon)                                      | 2:14  |
| 7.           | Sympathy for the Strawberry (text/sång Gordon)                             | 9:06  |
| Total längd: | Total längd:                                                               | 45:53 |

Bonusspår på den japanska utgåvan
| Nr           | Titel        | Längd |
| ------------ | ------------ | ----- |
| 8.           | Street Sauce | 7:34  |
| Total längd: | Total längd: | 53:11 |

## Albumplaceringar
| År   | Album         | Lista                               | Placering |
| ---- | ------------- | ----------------------------------- | --------- |
| 2002 | Murray Street | Officiella norska albumlistan       | #16       |
| 2002 | Murray Street | Officiella franska albumlistan      | #48       |
| 2002 | Murray Street | Officiella österrikiska albumlistan | #52       |
| 2002 | Murray Street | Officiella tyska albumlistan        | #63       |
| 2002 | Murray Street | Officiella irländska albumlistan    | #67       |
| 2002 | Murray Street | Officiella brittiska albumlistan    | #77       |
| 2002 | Murray Street | Billboard Top 200                   | #126      |